# CRヱヴァンゲリヲン9

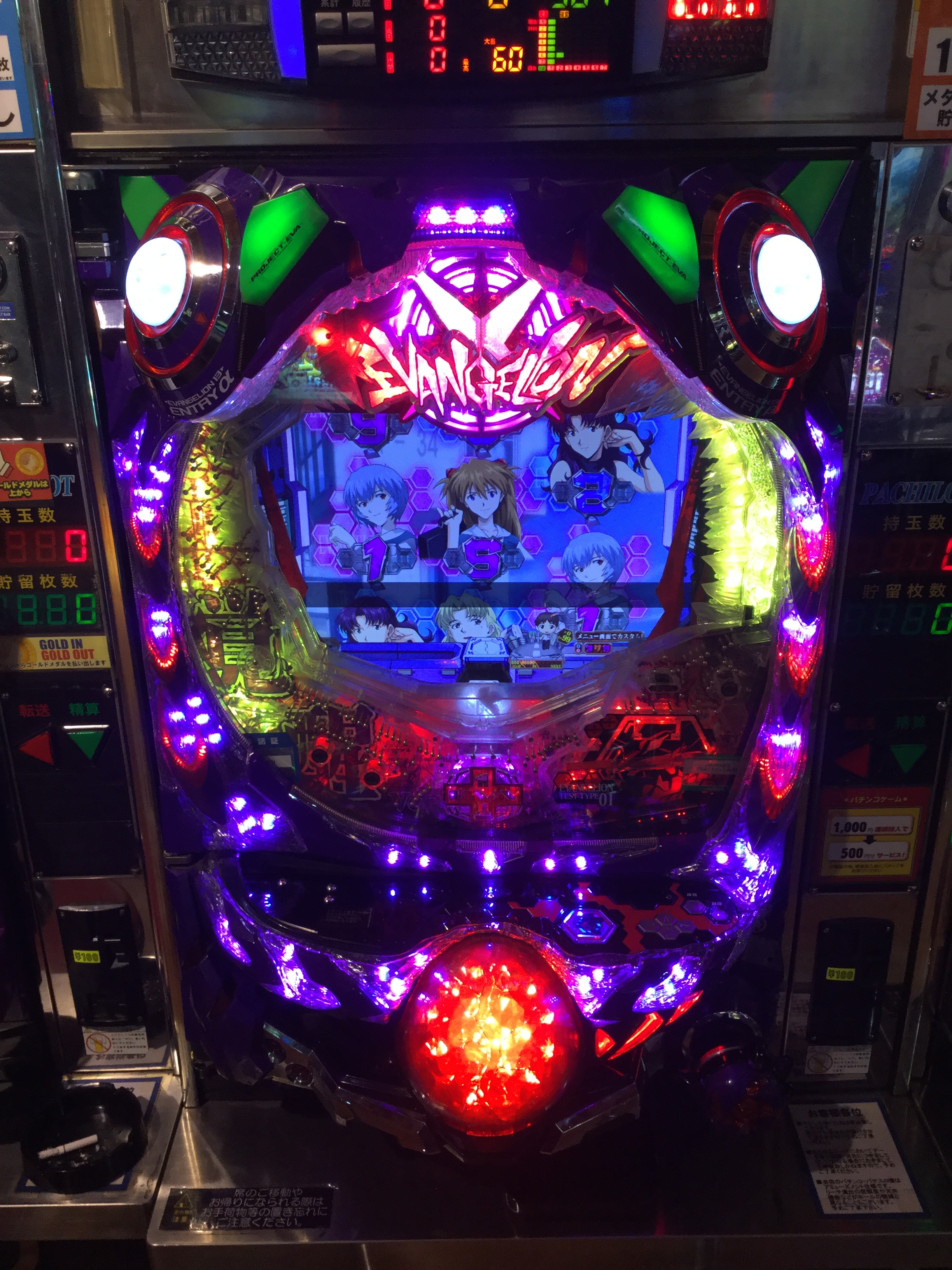
CRヱヴァンゲリヲン9MAX版。

『CRヱヴァンゲリヲン9』は、ビスティが製造し、フィールズが2014年12月に発売したパチンコ機である。
『CRヱヴァンゲリヲン8』の後継機にあたる。本作の続編として、2015年9月より『CRヱヴァンゲリヲンX』が登場した。

## 概要
初代「CR新世紀エヴァンゲリオン」登場から10年の節目を迎えたエヴァシリーズの9作目。今作の演出で網羅しているヱヴァンゲリヲン新劇場版:Qの「Q」と、9作目の「9」にちなみ“究”極を開発コンセプトに掲げ制作された。
シリーズ初の100%STタイプで『奇跡の価値は』以来のMAXタイプ。

### 役モノ
シリーズ最大のロゴ役モノがあり、大当たり決定時に落下・まばゆい光を発し、開く。その動作に合わせ透過液晶「S-VISION」裏に隠れた初号機役モノが姿を現す。また、リーチ中にも落下し、援軍機の登場や協力必殺などの大チャンスを呼び込む重要演出となる。

## 搭載楽曲
残酷な天使のテーゼ（Director's Edit. Version）
歌：高橋洋子
作詞：及川眠子、作曲：佐藤英敏、編曲：大森俊之
魂のルフラン
歌：高橋洋子
作詞：及川眠子、作曲・編曲：大森俊之
心よ原始に戻れ
歌：高橋洋子
作詞：及川眠子、作曲：佐藤英敏、編曲：大森俊之
THANATOS -IF I CAN'T BE YOURS-
歌：LOREN & MASH
作詞：MASH、作曲・編曲：鷺巣詩郎
Komm, süsser Tod
歌：ARIANNE
日本語原詩：庵野秀明、英訳：Mike WYZGOWSKI、作曲・編曲：鷺巣詩郎
集結の園へ
歌：林原めぐみ
作詞：MEGUMI、作曲・編曲：たかはしごう
集結の運命
歌：林原めぐみ
作詞：MEGUMI、作曲・編曲：鷺巣詩郎
暫し空に祈りて
歌：高橋洋子
作詞：及川眠子、作曲・編曲：大森俊之